# Jennifer Radloff
Pour les articles homonymes, voir Radloff.
Jennifer Radloff (née en 1961, à Durban) est une militante féministe sud-Africaine et une pionnière de l'utilisation des technologies de l'information et de la communication (TIC) à des fins de justice sociale. Elle travaille pour l'Association for Progressive Communications (APC) dans un Programme des Droits de la Femme, et elle est membre du conseil d'administration du Net des femmes (Women's Net).

## Carrière
Radloff est une activiste sud-africaine impliquée dans la défense des droits des femmes depuis 1992, avec un intérêt particulier pour l'accès à la technologie et aux TIC, la sécurité numérique et la narration numérique. Elle a créé, dans le cadre du Programme des Droits de la Femme d'APC, une méthode d’évaluation du genre pour Internet et les Tic, un outil d'apprentissage qui intègre une analyse de genre dans l'évaluation des projets utilisant les Tic pour le changement social, utilisé par plus de cent organisations communautaires dans plus de 25 pays.
Entre 1995 et 2002, elle a travaillé comme gestionnaire des communications au African Gender Institute, un groupe féministe de recherche et d'enseignement qui  étudie les questions liées au genre en Afrique. Elle est consultante pour le Programme des Nations unies pour le développement, l'Entité des Nations unies pour l'égalité des sexes et l'autonomisation des femmes et la Fondation Rockefeller, et elle a présenté lors de nombreuses conférences internationales et régionales des ateliers de formation et de renforcement des capacités.
Avant de joindre l'APC, elle a travaillé à l'Université du Cap, puis à l'African Gender Institute où elle a dirigé le programme de communications et le réseautage. Toujours à l'African Gender Institute, elle a organisé le premier réseau pan-africain de bibliothécaires, et développé l'utilisation du courriel dans le but de partager les connaissances autochtones. Elle a géré de nombreux projets, y compris GenARDIS (Gender, Agriculture and Rural Development in the Information Society). Radloff a été impliquée dans la formation du Net des femmes (Women's Net) en Afrique du Sud, et a fait partie de son conseil d'administration jusqu'à la fin de 2016. Elle siège au Comité Exécutif de la Coalition Internationale des Femmes Défenderesses des Droits Humains .

## Publications

### Contributions à des ouvrages collectifs
- ‘Toward a Social Compact for Digital Privacy and Security’, for the Centre for International Governance Innovation and Chatam House (2016)
- ‘Hacking exclusion: African feminists engagements and disruption of the internet’, for Heinrich Böll Stiftung (2015)
- ‘Shifting Power and Human Rights Diplomacy’, for Amnesty International (2014)
- ‘Grassroots women’s information’ in Information Sources in Women’s Studies and Feminism. Co-authored with Dr Jane Bennett (2002)
- ‘The relevance and appropriateness of new information technologies for women in Africa’. Co-authored with Ruth Ojiambo Ochieng, in Superhighway or footpath? Knowledge, Information and Development (2001)
- ‘African Women's Networking and Mechanisms for supporting Women's use of the superhighway’. Co-authored with Sonja Boezak, for Panos Institute (2000)
- ‘Women's Information Services and Networks in Africa’, in Women's Information Services and Networks, KIT & IIAV, Amsterdam (1999)

### Articles et revues
- ‘Why Should Human Rights Funders Care About Digital Security?’ (2017)[5]
- ‘Digital Storytelling: All our stories are true and they are ours!’, for GenderIT.org (2016)[6]
- ‘Tools for movement builders: ICT Toolkit and We Rise’, for GenderIT.org (2016)
- ‘Hacking exclusion: African feminists engagements and disruption of the internet’, for GenderIT.org (2015)[7]
- ‘Digital Security – from silencing to claiming safe spaces’, for GenderIT.org (2014)[8]
- ‘Cómo influye el activismo en tu experiencia como ciudadana de internet’, for GenderIT.org (2013)[9]
- ‘How activism shapes your experience of being a citizen on the internet’, for GenderIT.org (2013)[10]
- ‘Hacking Exclusion: African Feminist Engagements and Disruptions of the Internet’ (2015), in #GameChanger: How is new media changing political participation in Africa? (2015)
- Feminist Africa 18: e-spaces e-politics (2014)[11]
- ‘Editorial: Feminist engagements with 21st-century communications technology’, in Feminist Africa 18 (2014)
- ‘Digital Security as Feminist Practice’, in Feminist Africa 18 (2014)
- ‘African cyberfeminism in the 21st century’, in Open Democracy (2014)[12]
- ‘In Conversation: Jennifer Radloff and Jan Moolman on technology-related violence against women’, in Feminist Africa 18 (2014)
- Plusieurs articles pour http://www.genderit.org/ (de 2007 à 2017)
- ‘The Role of Information and Communication Technologies in the Development of African Women’, with Natasha Primo and Alice Munya (2004)
- ‘Claiming Cyberspace: Communication and Networking for Social Change and Women's Empowerment’, in Feminist Africa, Issue 4 (2004)[13]
- ‘Net Gains for Women in Africa’, in Journal of the Society for International Development 45, with Natasha Primo (2002)[14]
- ‘Form and Content in African women’s electronic networks’, in Association of Concerned African Scholars Bulletin (2001)
- ‘Relevant and accessible electronic information networking in Africa’ in Agenda No:38, with Ruth Ojiambo Ochieng (1998)[15]